# 로버트 스택

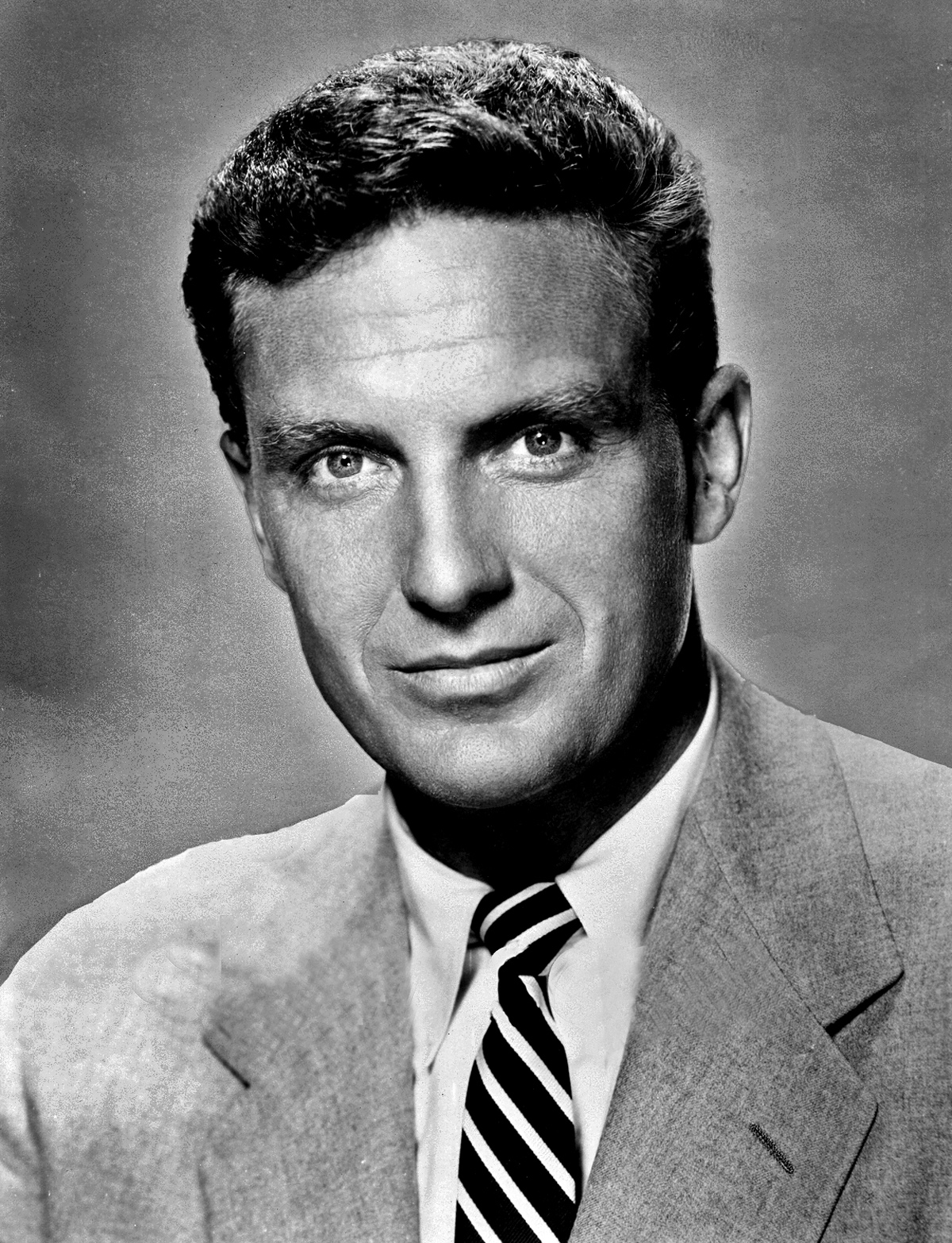

로버트 스택(Robert Stack, 1919년 1월 13일 ~ 2003년 5월 14일)는 미국의 배우, 성우, 텔레비전 배우, 영화배우, 영화 프로듀서이다.
로스앤젤레스에서 태어났으며 베벌리힐스에서 사망하였다. 사인은 심근 경색이다.

## 방송
- 추격

## 영화
- 방학 대소동 - 여름방학 구출작전 (2001년)
- 우주에서 온 엽기 삼총사 (2001년)
- 멈포드 (1999년)
- 헤라클레스 (1998년)
- 베이스켓볼 (1998년)
- 비비스와 버트헤드 (1996년)
- 대부 언터쳐블 (1991년)
- 볼케이노 (1990년) - 닥터 엘리슨 역
- 비밀 경찰(영어판) (1988년)
- 캐디쉑 2 (1988년) - 챈들러 영 역
- 언솔브드 미스터리스 (1987년) - 본인 - 진행자 / 역
- 트랜스포머 더 무비 (1986년) - 울트라 매그너스 목소리 역
- 빅 트러블 (1986년)
- 호텔 - 시리즈 (1983년)
- 지옥의 7인 (1983년)
- 에어플레인 (1980년)
- 1941 (1979년)
- 황제의 무덤 (1967년)
- 파리는 불타고 있는가? (1966년)
- 암흑가의 태양 (1966년)
- 케어테이커 (1963년)
- 추격 (1959년)
- 빛바랜 천사 (1958년)
- 그레이트 데이 인 더 모닝 (1956년)
- 바람에 쓴 편지 (1956년)
- 대나무집 (1955년)
- 굿모닝 미스 도브 (1955년)
- 비상착륙 (1954년)
- 브와나 데블 (1952년)
- 미스터 뮤직 (1950년)
- 주디와 데이트 (1948년)
- 전투 비행대 (1948년)
- 멘 오브 텍사스 (1942년)
- 사느냐 죽느냐 (1942년)
- 나이스 걸 (1941년)
- 모탈 스톰 (1940년) - 오토 본 론 역
- 퍼스트 러브 (1939년)